# スコット・リービット
スコット・リービット(英語: Scott Leavitt, 1879年6月16日 - 1966年10月19日)は、アメリカ合衆国出身の政治家、共和党員。 アメリカ合衆国下院議員(通算5期)。

## 経歴・人物
スコット・リービットは、1879年にミシガン州エルクラピッズ村で生まれた。父親のロズウェルはメイン州ターナー出身の弁護士で、メイン州下院議員やミシガン州上院議員を務めていた。1881年、リービット一家はミシガン州ベライアーに移り住み、父ロズウェルは同地で検事や巡回裁判所の委員を務めていた。
1898年、米西戦争が勃発した。彼は義勇兵としてミシガン州義勇歩兵第33連隊に入隊し、キューバのサンティアーゴ・デ・クーバなどの作戦に参加した。戦後は、ミシガン大学アナーバー校に入学。その後、1901年にはオレゴン州に移り、同州各地の学校の校長を務めた。1907年、リービットは自然保護官として林野局に入局し、オレゴン州のフレモント国有林のほか、ミネソタ州やモンタナ州で任務に当たった。

### 政治家
1922年、共和党現職のカール・リディック下院議員が再選を目指さずに上院議員に立候補したため、リービットはモンタナ州第2選挙区から出馬した。民主党のプレストン・B・モス候補を大差で破って初当選を果たし、以降5期連続での当選を果たした。第69議会から第71議会まで、インディアン問題に関する下院委員会の委員長を務めた。
リービットは1932年に再選を目指して出馬したが、ロイ・エアーズに敗れた。この年は民主党が地滑り的勝利を収め、共和党は下院で100議席以上を失った。その後、1934年特別選挙では、任期中に死亡したトーマス・J・ウォルシュの後任として上院議員に立候補した。共和党の予備選挙では、元州検事総長のウェリントン・D・ランキンに勝利したが、総選挙では、ジェームズ・E・マレーに敗れた。
落選後、リービットは政界を離れた。ウィスコンシン州ミルウォーキーで再び林野局で働き始め、1936年から1937年にかけては、スペイン戦争退役軍人連合会の司令官を務めた。

### 政界引退後
1941年に林野局を退職。オレゴン州ニューバーグに移り、1966年10月19日に同地で亡くなった。その後、オレゴン州ポートランド近郊のウィラメット国立墓地に埋葬された。
ニューバーグのスコット・リービット公園は、下院議員であり森林警備隊員であった彼の名を冠している。